# Tingdalsøerne
Tingdalssøerne er  betegnelsen for en række med fire fredede lobeliesøer i Midtjylland, beliggende i et næringsfattigt skovområde sydvest for Bryrup i Silkeborg Kommune. Søerne ligger i Natura 2000 området nr. 53 Sepstrup Sande, Vrads Sande, Velling Skov og Palsgård Skov. Søerne der ligger i en ca. 8 km lang nord-sydgående dal, er overvejende omgivet af skov og hede, og de har ikke nogen egentlige tilløb, men afvandes mod syd til Boest Bæk der fortsætter til Halle- og Stigsholm Sø og videre i Mattrup Å mod Gudenå. Et område på  343 hektar med søerne og deres omgivelser, blev fredet i 1987.
Søerne er (fra nord mod syd) Rævsø på 5,9 ha, Grane Langsø på 12ha, Kalgård Sø på  9,8 ha og Kongsø på 3,3 ha .
Grane Langsø kaldes somme tider  ”Danmarks klareste sø”, fordi man kan se bunden ved 10 meters dybde, hvor man i de fleste søer kun kan  se 1 meter ned i vandet.